# Noctivagus
 Noctivagus egy portugál alternatív rockzenekar.
1994-es megalakulása óta a felállás többször változott, az egyetlen állandó tag Lino Átila, a zenekar jellegzetes hangú énekese.

## Tagok
- Lino Átila - ének
- Nuno D`Ávila - gitár
- Fernando N. - basszusgitár
- Lady Miss Kill - dob

## Diszkográfia
- 1995 Almas Ocultas
- 1998 Imenso
- 2003 After the Curse
- 2005 Transmission
- 2010 Pilgrim Dimension
- 2011 Ecos da Noite

## Fordítás
- Ez a szócikk részben vagy egészben  a   Noctivagus című spanyol Wikipédia-szócikk fordításán alapul.  Az eredeti cikk szerkesztőit annak laptörténete sorolja fel. Ez a jelzés csupán a megfogalmazás eredetét és a szerzői jogokat jelzi, nem szolgál a cikkben szereplő információk forrásmegjelöléseként.